# Gordonbrook Dam
Gordonbrook Dam är en sjö i Australien. Den ligger i delstaten Queensland, omkring 170 kilometer nordväst om delstatshuvudstaden Brisbane. Gordonbrook Dam ligger 390 meter över havet. Arean är 1,7 kvadratkilometer. Den sträcker sig 2,9 kilometer i nord-sydlig riktning, och 2,7 kilometer i öst-västlig riktning.
I omgivningarna runt Gordonbrook Dam växer huvudsakligen savannskog. Runt Gordonbrook Dam är det mycket glesbefolkat, med 5 invånare per kvadratkilometer. Genomsnittlig årsnederbörd är 951 millimeter. Den regnigaste månaden är mars, med i genomsnitt 168 mm nederbörd, och den torraste är augusti, med 27 mm nederbörd.